# Craven Hohler
Craven Goring Hohler (Londra, 14 luglio 1907 – 28 novembre 1940) è stato uno schermidore britannico, vincitore di una medaglia di bronzo ai campionati internazionali di scherma.